# Макелари (община)
Макелари (на албански: Komuna Maqellare) е бивша община в окръг Дебър, административна област Дебър, Албания, съществувала до 2015 година. Общината обхваща 22 села в областта Поле (Горни Дебър), като центърът ѝ е в едноименното село Макелари. Повечето от селата в общината в XIX век имат смесено българо-помашко население, което днес е албанизирано.
След административната реформа от 2015 година общината е част от община Дебър.